# Liste des albums de musique de Final Fantasy
 (décembre 2018).
Si vous disposez d'ouvrages ou d'articles de référence ou si vous connaissez des sites web de qualité traitant du thème abordé ici, merci de compléter l'article en donnant les références utiles à sa vérifiabilité et en les liant à la section « Notes et références ».
Cet article présente la liste des albums de musique de Final Fantasy. Ceux-ci peuvent être liés aux jeux vidéo ou au films de l'univers Final Fantasy.

## Final Fantasy I & II
- All Sounds of Final Fantasy I and II
- Final Fantasy and Final Fantasy II Original Soundtrack
- Symphonic Suite Final Fantasy

## Final Fantasy III
- Final Fantasy III Original Sound Version
- Final Fantasy III Original Soundtrack
- Final Fantasy III Legend of Eternal Wind

## Final Fantasy IV
- Final Fantasy IV Original Sound Version
- Final Fantasy IV Original Soundtrack
- Final Fantasy IV Celtic Moon
- Final Fantasy IV Piano Collections
- Final Fantasy IV: Tsuki no Akari - Megumi Ida
- Final Fantasy IV Minimum Album
- Final Fantasy IV Official Soundtrack: Music from Final Fantasy Chronicles
- Final Fantasy Finest Box

## Final Fantasy V
- Final Fantasy V Original Sound Version
- Final Fantasy V Dear Friends
- Final Fantasy V Piano Collections
- Final Fantasy V + 1
- Final Fantasy V Mambo de Chocobo
- Music from Final Fantasy Anthology
- Final Fantasy Finest Box

## Final Fantasy VI
- Final Fantasy VI Original Sound Version
- Final Fantasy VI Grand Finale
- Final Fantasy VI Piano Collections
- Final Fantasy VI Special Tracks
- Final Fantasy VI Stars Vol.1
- Final Fantasy VI Stars Vol.2
- Music from Final Fantasy Anthology
- Final Fantasy Finest Box

## Compilation of Final Fantasy VII
Final Fantasy VII
- Final Fantasy VII Original Soundtrack
- Final Fantasy VII Reunion Tracks
- Final Fantasy VII Piano Collections

Final Fantasy VII Advent Children
- Final Fantasy VII Advent Children Original Soundtrack
- Final Fantasy VII Advent Children Complete Reunion Tracks
- Final Fantasy VII Advent Children Complete Mini Album

Before Crisis & Last Order Final Fantasy VII
- Before Crisis Final Fantasy VII & Last Order Final Fantasy VII Original Soundtrack

Crisis Core Final Fantasy VII
- Crisis Core Final Fantasy VII Original Soundtrack
- Crisis Core Final Fantasy VII: Why / Clap & Love - Ayaka

Dirge of Cerberus Final Fantasy VII
- Dirge of Cerberus Final Fantasy VII Original Soundtrack
- Dirge of Cerberus Final Fantasy VII Multiplayer Mode Sound Collections
- Dirge of Cerberus Final Fantasy VII: Redemption - Gackt

## Final Fantasy VIII
- Final Fantasy VIII Original Soundtrack
- Final Fantasy VIII Fithos Lusec Wecos Vinosec
- Final Fantasy VIII Piano Collections
- Final Fantasy VIII: Eyes on Me - Faye Wong

## Final Fantasy IX
- Final Fantasy IX Original Soundtrack
- Final Fantasy IX Original Soundtrack Plus
- Final Fantasy IX Piano Collections
- Final Fantasy IX: Melodies of Life - Emiko Shiratori

## Final Fantasy X
- Final Fantasy X Original Soundtrack
- Final Fantasy X Piano Collections
- Final Fantasy X Vocal Collection
- Final Fantasy X: feel/Go dream - Yuna & Tidus
- Final Fantasy X: Suteki da ne - Rikki
- Music from Final Fantasy X (EP)

## Final Fantasy X-2
- Final Fantasy X-2 Original Soundtrack
- Final Fantasy X-2 International + Last Mission Original Soundtrack
- Eternity ~Memory of Lightwaves~ Music from Final Fantasy X-2
- Final Fantasy X-2 Piano Collection
- Final Fantasy X-2 Vocal Collection Paine
- Final Fantasy X-2 Vocal Collection Rikku
- Final Fantasy X-2 Vocal Collection Yuna
- Final Fantasy X-2: real Emotion / 1000 Words - Koda Kumi

## Final Fantasy XI Online
- Final Fantasy XI Online Rise of the Zilart Original Soundtrack
- Final Fantasy XI Online Chains of Promathia Original Soundtrack
- Final Fantasy XI Online Treasures of Aht Urhgan Original Soundtrack
- Final Fantasy XI Online Wings of the Goddess Original Soundtrack
- Final Fantasy XI Online Original Soundtrack Premium Box
- Final Fantasy XI Online: Memories of Dusk and Dawn - The Star Onions
- Final Fantasy XI Online: Music from the Other Side of Vana'diel - The Star Onions
- Final Fantasy XI Online: Sanctuary - The Star Onions
- Final Fantasy XI Online Piano Collections
- Final Fantasy XI Online: Distant Worlds - Izumi Masuda (EP)
- Final Fantasy XI Online: Jeuno -Starlight Celebration- (EP)

## Final Fantasy XII
- Final Fantasy XII Original Soundtrack
- Final Fantasy XII Symphonic Poem "Hope"
- Final Fantasy XII: Kiss Me Good-Bye - Angela Aki
- The Best of Final Fantasy XII Original Soundtrack (EP)

## Ivalice Alliance
- Final Fantasy Tactics Original Soundtrack
- Final Fantasy Tactics Advance Original Soundtrack
- White Melodies of Final Fantasy Tactics Advance
- Final Fantasy Tactics Advance Radio Edition - Complete Version: Vol. 1
- Final Fantasy Tactics Advance Radio Edition - Complete Version: Vol. 2
- Final Fantasy Tactics Advance Radio Edition - Complete Version: Vol. 3
- Final Fantasy Tactics Advance Radio Edition - Complete Version: Vol. 4
- Final Fantasy Tactics Advance: White Flower - Zone
- Final Fantasy Tactics A2 Grimoire of the Rift Original Soundtrack

## Fabula Nova Crystallis - Final Fantasy XIII
- Final Fantasy XIII Original Soundtrack
- Final Fantasy XIII Original Soundtrack Limited Edition
- Final Fantasy XIII Original Soundtrack Plus
- Final Fantasy XIII: Kimi ga Iru Kara - Sayuri Sugawara

## Final Fantasy Crystal Chronicles
- Final Fantasy Crystal Chronicles Original Soundtrack
- Final Fantasy Crystal Chronicles: Kaze No Ne - Yae
- Final Fantasy Crystal Chronicles A Musical Journey (EP)
- Final Fantasy Crystal Chronicles Echoes of Time Original Soundtrack
- Final Fantasy Crystal Chronicles Sound Selection (EP)
- Final Fantasy Crystal Chronicles The Crystal Bearers Music Collections
- Final Fantasy Crystal Chronicles The Crystal Bearers Special Soundtrack (EP)
- Final Fantasy Crystal Chronicles My Life as a King & My Life as a Darklord Mini Album (EP)
- Final Fantasy Crystal Chronicles Ring of Fates Original Soundtrack
- Final Fantasy Crystal Chronicles Ring of Fates: Hoshi No Nai Sekai - Aiko

## Bandes originales des films
- Final Fantasy Unlimited Music Adventure Verse 1
- Final Fantasy Unlimited Music Adventure Verse 2
- Final Fantasy The Spirits Within Original Soundtrack
- Pour les bandes originales de Final Fantasy VII: Advent Children, voir le paragraphe dédié à Final Fantasy VII

## Autres albums
- The Black Mages
- The Black Mages II ~The Skies Above~
- The Black Mages III ~Darkness and Starlight~
- Cellythm - Those Who Distorted
- Chill SQ
- Dissidia: Final Fantasy Original Soundtrack
- 20020220 - Music from Final Fantasy
- Distant Worlds - Music from Final Fantasy
- Distant Worlds II - More music from Final Fantasy
- The Four Light Warriors: Final Fantasy Gaiden Original Soundtrack
- More Friends - Music from Final Fantasy ~Los Angeles Live 2005~
- Final Fantasy Mix
- Final Fantasy N Generation Official Best Collection
- Potion: Relaxin' with Final Fantasy
- Potion 2: Relaxin' with Final Fantasy
- Final Fantasy Remix
- Final Fantasy Remix EP
- Final Fantasy S Generation Official Best Collection
- Final Fantasy Song Book Mahoroba
- Final Fantasy USA: Mystic Quest Sound Collections
- Final Fantasy Vocal Collection I -Pray-
- Final Fantasy Vocal Collection II [Love Will Grow]
- Love SQ
- Pia-Com I - Piano X Computer Game

## DVD musicaux
- The Black Mages Live
- The Black Mages Live "Above the Sky"
- Famitsu DVD Book - Vana'diel Tsushin Summer Carnival 2005 Special Issue
- VOICES - Music from Final Fantasy
- Tour de Japon - Music from Final Fantasy